# 歌劇院
歌劇院是用於歌劇表演的劇院建築，它由一個舞台，一個樂池，觀眾座位，以及後台設施等所組成的建築。
儘管有些場館是專門為歌劇建造的，但其他歌劇院卻是大型表演藝術中心的一部分。確實，歌劇院本身一詞通常被用作任何大型表演藝術中心的聲望術語。

歌劇院

## 歷史
首次公開歌劇院是劇院聖卡夏諾在威尼斯，在1637年意大利開設在這裡的歌劇已經流行過普通人以及富有贊助人之中百年的國家，它仍然有許多工作歌劇院這樣的如馬西莫在巴勒莫（最大的在意大利），聖卡爾洛歌劇院在那不勒斯（世界上最古老的工作歌劇院）和斯卡拉劇院在米蘭。相比之下，亨利·普塞爾（Henry Purcell）作曲時，倫敦沒有歌劇院，而德國第一座歌劇院則是在1678年的漢堡。
在17和18世紀，歌劇院通常由統治者，貴族和有錢人提供資金，這些人利用藝術的贊助來認可自己的政治抱負和社會地位。隨著資產階級和資本主義社會形式的興起，在19世紀，歐洲文化從其贊助制度轉向了受公眾支持的制度。
早期的美國歌劇院在城鎮中具有多種功能，可以舉辦社區舞蹈，集市，戲劇，雜耍表演以及歌劇和其他音樂活動。在2000年代，大多數歌劇和劇院公司都獲得了政府和機構贈款，門票銷售以及私人捐款等多種資金的支持。

## 功能
在聖卡羅歌劇院在那不勒斯，於1737年開業，推出了馬蹄形的禮堂，在世界上最古老，為意大利影院的典範。在此模型上建造了意大利和歐洲隨後的劇院，其中包括卡塞塔宮的法院劇院，該劇院後來成為其他劇院的模型。考慮到歌劇在18世紀和19世紀歐洲的流行，歌劇院通常很大，通常有1000多個座位。傳統上，建於19世紀的歐洲主要歌劇院的座位數約為1,500至3,000，例如布魯塞爾的拉蒙尼劇院（經過翻新，有1,700個座位），敖德薩歌劇院和芭蕾舞劇院（有1,636個），華沙的大劇院（主禮堂有1,841個），巴黎的加尼葉宮（有2,200個），倫敦的皇家歌劇院（有2268個）和維也納國家歌劇院（新的禮堂有2,280個）。在20世紀的現代歌劇院，如紐約的大都會歌劇院（3800）和戰爭紀念歌劇院在舊金山（含3146）都較大。許多歌劇更適合在較小的劇院裡放映，例如威尼斯的La Fenice，有大約1000個座位。
在傳統的歌劇院中，禮堂是U形的，兩邊的長度決定了觀眾的容納能力。在這周圍是幾層陽台，通常在靠近舞台的地方是盒子（陽台的小分隔部分）。
從19世紀下半葉開始，歌劇院通常會設有一個樂池，許多樂團演奏者可以坐在觀眾下方的某個位置，這樣他們就可以演奏而又不會壓倒歌聲。瓦格納（Wagner）的拜羅伊特節日劇院尤其如此，坑被部分覆蓋。
歌劇樂隊的規模各不相同，但對於某些歌劇，清唱劇和其他作品而言，它可能很大。對於一些浪漫時期的作品（或對於Richard Strauss的許多歌劇而言），它可能會超過100位樂手。此外，還還需要為眾多的演唱角色、合唱團成員、舞者和群眾演員提供更衣室設施，以及設置場景、製作服裝的工作坊和存儲服裝、化妝品、面具與道具的空間，還可能包括排練區域。
全世界主要的歌劇院通常都有高度機械化的舞台，大型舞台電梯允許重型設備快速更換。例如，在大都會歌劇院，隨著觀眾的觀看，場景在演出過程中常常會發生變化，歌手唱歌時會上升或下降。這種情況發生在大都會藝術博物館的歌劇作品中，例如艾達和霍夫曼的故事。倫敦的皇家歌劇院在1990年代後期進行了改建，保留了最初的1858年禮堂的核心位置，但增加了全新的後台和側翼空間，以及額外的表演空間和公共區域。米蘭斯卡拉大劇院的改建也發生了同樣的事情 2002年至2004年之間的歌劇院。
儘管歌劇院的舞台，燈光和其他生產方面經常使用最新技術，但傳統歌劇院並未使用帶有麥克風和揚聲器的擴音系統來放大歌手，因為受過訓練的歌劇院歌手通常能夠將未放大的聲音投射到大廳。但是，自1990年代以來，一些歌劇院已開始使用一種稱為聲音增強的微妙形式的聲音增強（見下文）。
通常，歌劇以其原始語言呈現，這可能與觀眾的母語不同。例如，倫敦演出的瓦格納歌劇可能是德語。因此，自1980年代以來，現代歌劇院通過提供翻譯的字幕，舞台上方或舞台附近的單詞投影來幫助觀眾。最近，電子歌詞系統已開始在一些歌劇院中使用，包括紐約的大都會歌劇院，米蘭的斯卡拉大劇院和聖菲劇院的克羅斯比劇院，這些劇院在單獨的屏幕上提供兩行文字，並附在以免影響表演的視覺效果。

### 揚聲器的聲音增強
在某些歌劇院中使用了一種微妙的聲音增強方法，稱為聲學增強。聲學增強系統通過「增強大廳的固有聲學特性」，幫助在大廳內提供更均勻的聲音，並防止觀眾座位區出現「死角」。該系統使用「連接到計算機的麥克風陣列（連接到揚聲器陣列的計算機）」。但是，隨著演奏者意識到這些系統的使用，引起了爭論，因為「純粹主義者堅持認為，不應改變給定音樂廳中古典聲音或樂器的自然聲學聲音」。
Kai Harada指出，歌劇院已經開始使用電子聲學增強系統「以補償場地聲學結構中的缺陷」。儘管在歌劇院中引起了軒然大波，原田指出，沒有一家使用聲學增強系統的歌劇院“ ...使用傳統的百老匯式擴聲技術，其中大多數歌手（如果不是所有的話）都配備了混合了麥克風的無線電麥克風。劇院裡散佈著一系列難看的揚聲器。” 取而代之的是，大多數歌劇院使用擴聲系統來增強聲音，並微妙地增強舞台下的聲音，在舞台上對話和聲音效果（例如，托斯卡的 教堂鐘聲或瓦格納歌劇的雷聲）。
使用這種增強功能的一個例子是紐約州歌劇院公司使用的紐約州劇院。